# نادي الزيتون (فلسطين)
نادي الزيتون الرياضي هو نادي رياضي فلسطيني من قطاع غزة من حي الزيتون في محافظة غزة جنوب محافظة شمال غزة.